# Гранд-отель «Эксельсиор»
«Гранд-отель „Эксельсиор“» (итал. Grand Hotel Excelsior) — художественный фильм 1982 года, главную роль в котором исполнил известный итальянский актёр и певец Адриано Челентано. Жанр фильма — комедия.

## Сюжет
Тадеус (Челентано) — хозяин отеля под названием «Эксельсиор». Гостинице исполняется 50 лет. В связи с юбилеем приезжает множество почётных гостей, среди которых посетительница (Джорджи), влюблённая в Тадеуса. Она всячески пытается сделать так, чтобы тот обратил на неё внимание, однако её попытки остаются безуспешными. В результате этого она дважды пытается покончить с собой, однако оба раза её успевает спасти Тадеус. Когда же она собирается уехать из отеля, Тадеус чуть не умирает от любви.

## В ролях
- Адриано Челентано
- Энрико Монтесано
- Диего Абатантуоно
- Карло Вердоне
- Элеонора Джорджи
- Альдина Мартано
- Изабелла Амадео
- Франко Диоджене
- Армандо Бранча
- Эндрю Омокаро
- Раффаэле ди Сипьо

## Съёмочная группа
- Режиссёры — Кастеллано и Пиполо
- Оператор — Данило Дезидери
- Сценаристы — Франко Кастеллано, Джузеппе Моччиа
- Музыка — Армандо Тровайоли
- Продюсеры — Марио Чекки Гори, Витторио Чекки Гори